# Distretto di Zhongli
Il distretto di Zhongli (中壢區S, Zhōnglì QūP) è un distretto della città di Taoyuan, situata a Taiwan.